# Valeria Richards
Valeria Von Doom, luego Valeria Meghan Richards, es una personaje ficticia de Marvel Comics, hija del Sr. Fantástico y la Mujer Invisible, y la hermana menor de Franklin Richards (aunque debido a los viajes en el tiempo a veces ha sido mayor que su hermano). Valeria hizo su primera aparición bajo el nombre en clave de Marvel Girl y actualmente está usando el nombre Brainstorm —Chica Maravillosa e Intuición, respectivamente, en España—.

## Historial de publicación
Valeria von Doom apareció por primera vez durante el escritor Chris Claremont y el artista Salvador Larroca en Fantastic Four. Si bien Chris Claremont intentó resolver el argumento, nunca tuvo la oportunidad, ya que Rafael Marín, Carlos Pacheco y Jeph Loeb se hicieron cargo de los Cuatro Fantásticos y trajeron a Valeria al título, cambiando los orígenes del personaje. En los cómics, los romaníes profesaban haber cuidado a la niña, pero el Manual Oficial del Universo Marvel aprovechó la oportunidad para atar algunos cabos sueltos al afirmar que Valeria fue criada en un futuro alternativo como la hija de Doctor Doom y Sue Storm.

## Historia
Mr. Fantástico, The Thing y la Antorcha Humana estaban en la luna de un futuro alternativo cuando vieron a Susan Richards, apareciendo como la Baronesa von Doom, con sus hijos Franklin y Valeria. Más tarde, Valeria von Doom apareció en la línea de tiempo principal al materializarse repentinamente en la sede de los Cuatro Fantásticos, profesando ser del futuro, además de ser la hija del Doctor Doom (Victor von Doom) y la Mujer Invisible. Esto fue muy perturbador para los Cuatro Fantásticos, pero después de un período inicial de conflicto, la Mujer Invisible aceptó a Valeria en la casa de FF. y ella los ayudó en varias misiones.
No se sabía cómo se unirían el Doctor Doom y la Mujer invisible en el futuro, y cómo se eliminaría a Mister Fantástico de la imagen. Parecía que las cosas se iban juntando cuando Mister Fantástico quedó atrapado en la armadura de Doom, y fingió públicamente ser el villano, volviéndose a casar con Sue y convirtiéndola en su baronesa poco después de que envíen a Valeria a Haven, una casa segura al final del universo, para su propia protección, pero a medida que avanzaban los acontecimientos, Reed fue liberada de la armadura, nuevamente cuestionando el futuro de Valeria.
Se reveló que era la segunda hija por nacer de Reed y Sue Richards, a quien Sue había tenido un aborto involuntario años antes, y que originalmente había sido nombrada Valerie Meghan Richards. Bajo la guía de Roma, Franklin usó sus poderes para salvar a la niña, sacándola de su realidad nativa y enviándola "a otro lugar" donde fue criada por otra mujer invisible que se había casado con un heroico doctor Doom después de la muerte. de su primer marido. Cuando la FF se enfrentó a la amenaza cósmica de Abraxas, fue convocada por Roma y cumplió su propósito al fusionar sus poderes con Franklin y reconstituir a Galactus para detener Abraxas. En la reestructuración de la realidad que siguió, Valeria regresó a un feto dentro del vientre de Sue, una vez más, en la cúspide de nacer.
Como ocurrió durante la primera vez que ella nació, los rayos cósmicos que dieron a los Cuatro Fantásticos sus superpoderes hicieron que la entrega de Valeria fuera extremadamente difícil, y debido a que Mister Fantástico quedó atrapado resolviendo una crisis de amenaza mundial, la Antorcha Humana no tuvo más remedio que para pedir ayuda a Victor von Doom. El doctor Doom usó su vasta inteligencia y capacidades místicas para entregar al bebé con éxito.
Como precio por su ayuda, el Doctor Doom insistió en que se le permitiera nombrar a la niña. Así lo hizo, nombrando a Valeria como una mujer que había amado en el pasado (el Doctor Doom también fue el asesino de esta mujer). Desconocido para los Cuatro Fantásticos, el Doctor Doom también plantó un hechizo sobre Valeria, convirtiéndola en su espíritu familiar, tal como se revela en el arco de la historia, Impensable. Los Cuatro Fantásticos finalmente pudieron liberar a Valeria del control de Doom.
Debido a los numerosos ataques de supervillanos en el edificio Baxter, los Servicios de Protección Infantil de la Ciudad de Nueva York. Cuestionó la seguridad de Franklin y Val. Después de mucha reticencia, Reed y Sue decidieron renunciar a la custodia de sus hijos. Sin embargo, una condición inicial fue que se iba a establecer una casa de seguridad "ficticia", y se publicó un comunicado de prensa que indicaba que los niños ya habían sido trasladados. La decisión de mudar realmente a Franklin y Valeria fue rescindida después de que la casa de seguridad en la que debían ubicarse se redujera a un cráter (junto con todo dentro de un radio de media milla) por un ataque dentro de las cuatro horas posteriores al comunicado de prensa. No se sabe exactamente cuál de los enemigos de la FF llevó a cabo el ataque o por qué, aunque se dio a entender que la FF tenía algo que ver con eso para recuperar a sus hijos.
Algunos años más tarde, Valeria, el fin de todas las cosas, se enfrenta a Valeria, Franklin, Mister Fantástico, Mujer Invisible y la Future Foundation. Durante este tiempo, ella ha tomado el nombre en clave de Brainstorm.

## Poderes y habilidades
Como Marvel Girl, Valeria Richards exhibió varios superpoderes, aunque se desconoce el alcance exacto de sus habilidades. Ella heredó la capacidad de su madre para proyectar campos de fuerza, usándolos como protección o como plataformas para pararse y propulsarse por el aire. Al envolver los campos de fuerza con fuerza alrededor de su cuerpo, ella podría simular una fuerza sobrehumana para sus golpes e invulnerabilidad. Valeria también indicó que tenía otras habilidades, como neutralizar los poderes de su hermano Franklin o "bailar en el tiempo", un método que ella y su hermano adulto Franklin solían viajar en el tiempo. Nunca se explicó cómo Valeria fue la primera en "bailar en el tiempo" en el presente, y ella volvió a participar. El origen explicado en Fantastic Four # 49 dejó toda la prueba algo confusa.
Como Valeria von Doom, mostró una inteligencia y aptitud para la invención y la tecnología que rivalizan con la de Doctor Doom o Mister Fantástico. Ella no heredó la capacidad de su madre de volverse invisible de manera natural, pero diseñó un dispositivo para hacerlo. Valeria usó un traje blindado que mezclaba elementos del uniforme de los Cuatro Fantásticos y la armadura del Doctor Doom. Podía convocar la armadura, aparentemente a través de la pintura metálica de la máscara de Doom en sus uñas.
Renace como Valeria Richards, actualmente es una niña pequeña. En Fantastic Four # 63 (enero de 2003), su padre le hizo pruebas de superpoderes y descubrió que no tenía habilidades sobrehumanas. En Fantastic Four: The Wedding, se la ve resolviendo un cubo de Rubik con su padre diciendo que ella estará jugando al ajedrez cuando ella tenga dos años. A la edad de dos años, ya es increíblemente inteligente, casi al nivel de Reed. Ella oculta su inteligencia a su familia ya que ha calculado que en este punto, causaría demasiada división entre su familia. Aunque Sue estaría orgullosa de ella, los enajenaría, y después de 82 meses, sin darse cuenta, crearía una cuña entre Reed y Franklin. Valeria finalmente abandonó la artimaña y creó un juguete muy avanzado basado en inteligencia artificial que Reed y Franklin planean venderle a Disney. Reed ha dicho que ella, a la edad de tres años, ya había superado su inteligencia.
En Marvel Knights 4, Johnny Storm viaja a un futuro alternativo y es salvado de Doombots por una Valeria adulta. Tenía una versión superior de los poderes de invisibilidad de su madre, lo que le permite proteger el aura bioeléctrica, la energía cinética, la energía térmica y otras pruebas de su existencia.

## Otras versiones

### What If...?
La idea de que la hija de Susan sobrevivió a su nacimiento ha sido explorada anteriormente en What If...? Vol.2 #30 (1991) en dos historias divergentes.
- En la primera versión, la niña nace con el nombre de Susan Richards II, pero en realidad es un monstruo que consume energía y que mata gradualmente a los desprevenidos Cuatro Fantásticos al consumir sus fuerzas vitales. Solo su "hermano" Franklin reconoce su naturaleza peligrosa, y con la ayuda del Doctor Doom, quien también muere a manos de Susan, finalmente puede desterrar al monstruo a la Zona Negativa.
- En la segunda versión, tanto Susan Richards como el bebé, que lleva el nombre de Mary por su abuela, sobreviven al proceso de parto. Cuando era adolescente, Mary comienza a manifestar tremendos poderes curativos, y conmovida por el sufrimiento de los desfavorecidos y oprimidos en la sociedad estadounidense, se convierte en una activista política filantrópica. El presidente de los EE. UU., Temiendo perder su base de poder hacia ella, decide encargarle a Henry Peter Gyrich que la elimine durante un mitin público; pero Mary sobrevive al intento de asesinato y con su poder logra sofocar un disturbio violento instigado por Gyrich. Tras su recuperación, dirige a toda la nación estadounidense a una revolución pacífica que produce la formación de un nuevo gobierno "del pueblo, por el pueblo y para el pueblo" y, como Uatu comenta, una era de "paz sin precedentes".

### Marvel Zombies
En la precuela de Marvel Zombies "Dead Days", Valeria y Franklin son asesinados y parcialmente devorados por una She-Hulk infectada. Una Mujer Invisible en duelo mata a She-Hulk (restringida por la Cosa) con un campo de fuerza en represalia. La muerte de los niños hace que Reed se vuelva loco, y él infecta deliberadamente a sus compañeros de equipo. Ellos, a su vez, lo infectan.

### Secret Wars
En el cruce de Runaways Secret Wars, Valerie es la dueña del Instituto Victor von Doom para Jóvenes Dotados en Doomstadt.

## En otros medios

### Película
- Valeria se alude en la película de Marvel Cinematic Universe (MCU) Doctor Strange en el multiverso de la locura de 2022. Cuando la Bruja Escarlata ataca el cuartel general de los Illuminati, Reed Richards le dice que comprende su dolor y que tiene hijos propios momentos antes de ser asesinado por ella.

### Videojuegos
- En el juego Marvel: Ultimate Alliance 2, se ve a Valeria durmiendo junto a su hermano Franklin Richards. Ella queda al cuidado de su padre Reed Richards cuando su madre Susan Richards se va para unirse al movimiento Anti-Registro.

### Parodia
- Valeria Richards aparece en el episodio 72 de Mad, con la voz de Rachel Ramras.